# Peter Moss
Peter Moss (* 23. Juli 1948 in London) ist ein britischer Musiker, Musikproduzent, Arrangeur und Dirigent.

## Musikalische Karriere
Schon im Alter von 6 Jahren begann Peter Moss Ukulele zu spielen, er nahm dann Unterricht für Viola, Gitarre, Kontrabass, Piano, Percussion und Gesang.
Als Teenager begleitete er schon in den 1960er Jahren als Musiker Soul-Künstler wie James & Bobby Purify und „The Flirtations“ um London herum und machte Demo-Studioaufnahmen für Louvigny-Marquee Musik, die für Radio Luxemburg tätig waren.
In den frühen 1970er Jahren gründete er eine eigene Band mit dem Namen „The Rednik Smith Band“. In den späten 1970ern arbeitete er mit Alan Parsons Rhythmusgruppe als Bass-Spieler in den Abbey Road Studios mit Pete Wingfield (Piano), Steve Ferrone (Drums) und Tim Renwick (Gitarre), für Künstler wie Al Stewart, Dean Ford (Marmalade) und Terry Sylvester (Hollies). Zusammen mit Ben Findon war er Arrangeur, Produzentassistent und Musiker für die Hits von „Billy Ocean“, „The Dooleys“ und „The Nolans“. Zehn Jahre lang arbeitete er als musikalischer Leiter für Dana zwischen 1976 und 1986.
Von 1974 an war er oft Musiker im Orchester der Original-Produktion „The Rocky Horror Show“ im Londoner „Comedy Theatre“ und leitete als Dirigent die letzte Show im Jahr 1981 im Theatre London. Er war auch Produzent der 1996 „Best of“-CD dieser weltweit erfolgreichen Aufführung.
Von 1976 an verband ihn eine enge Zusammenarbeit mit Vivian Stanshall, die er auf der Procol-Harum-Tournee begleitete. In seinem Studio entstanden Jingles und Musikeinlagen für Werbekunden wie Toshiba, Lego, Esso, Cadburys und viele andere.
Für die „Mike Mansfields Ladybirds“-Serien (ITV Television UK & Worldwide) produzierte und leitete er musikalisch Eartha Kitt, Dana, Hazel O’Conner und Kiki Dee.
Für die BBC Television leitete er in den 1980er Jahren die Dusty Springfield „Live at the Hippodrome“-Sendung (1985) und Serien der BBC wie „Windmill“, „Grange Hill“, „A Question of Entertainment“, „Wake up Sunday“ (mit Dana), „Stepping up“, „The Freddie Star Show Case“ und andere.
Von 1975 bis zum Ende im Jahr 2001 arbeitete er in 51 Folgeserien für die BBC in der am längsten laufenden satirischen Radioshow der Welt, „The News Huddlines“, die wöchentlich gesendet wurde, als musikalischer Direktor zusammen mit Roy Hudd, June Whitfield und Chris Emmet.
In den 1990er Jahren leitete er viele Konzerte in Europa mit Künstlern wie Peter Hofmann (deutscher Tenor), Deborah Sasson (amerikanische Sopranistin), Anna-Maria Kaufmann (kanadische Sopranistin), Manuela Felice (schweizerische Sopranistin), Precious Wilson (jamaikanische Soulsängerin), René Kollo (deutscher Tenor), Katrina and the Waves (amerikanischer Pop/Rock), Faith Brown (englischer Entertainer) und Erkan Aki (türkischer Tenor).
Er arrangierte und orchestrierte die Musik für das Musical Das Phantom der Oper in einer Fassung von Deborah Sasson und begleitete die europaweite Tour als Dirigent. „Musical Starlights“ und „12 Tenors“ sind weitere Show-Produktionen, die er in Zusammenarbeit mit World Wide Events auf den Weg brachte.
Als musikalischer Leiter fungierte er im Juli 2010 in der Gedächtnis-Show für Vivian Stanshall mit dem Namen „Stinkfoot“ an Bord des schwimmenden Theaters Thekla im Hafen von Bristol.
Freunde und alte Weggefährten brachten ihn im Jahr 2009 auf die Idee, ein Ukulele-Orchester zu gründen, das im Jahr 2010 zu einer größeren Gruppe von acht professionellen Ukulele-Spielern und Comedians erweitert wurde. Tourneen der Gruppe  The United Kingdom Ukulele Orchestra (TUKUO) gehen Jahr für Jahr durch Deutschland, Luxemburg, Österreich und die Schweiz. Im Jahr 2012 nahm sie am Edinburgh Festival teil, am Hamburger Kabarett-Festival und am Jazzfestival in Kaiserslautern.
Mit verschiedenen Künstlern engagierte er sich für die Stiftung des an Parkinson verstorbenen Peter Hofmann in Benefizgalas mit Künstlern wie Vicky Leandros, Johnny Logan, Ireen Sheer und anderen. Er ist Mitglied verschiedener Verbände wie der Musicians Union, des Music Producers Guild, Songwriters Guild und andere.
Moss arrangierte und produzierte bekannte Songs für Dusty Springfield, Vivian Stanshall, Roger Whittaker, Dana, Precious Wilson, Rondò Veneziano, Billy Ocean, Peter Straker und viele andere. Für Vivian Stanshall (Bonzo Dog Doo-Dah Band) war er bis zu deren Tod (1995) Stanshalls musikalischer Leiter.

## Privatleben
Peter Moss hat aus zwei Ehen insgesamt acht Töchter. Er lebt in London und in seinem Studio bei Neumünster in Deutschland.

## Radio und TV
Von 1975 bis Ende 2001 arbeitete er in 51 Folgeserien für die BBC in der am längsten laufenden satirischen Radioshow der Welt, The News Huddlines. Als musikalischer Direktor, zusammen mit Roy Hudd, June Whitfield und Chris Emmet, die wöchentlich gesendet wurde. Für die „Mike Mansfields Ladybirds“-Serien (ITV Television UK & Worldwide) produzierte und leitete er musikalisch Eartha Kitt, Dana, Hazel O’Conner und Kiki Dee. Für BBC Television leitete er in den 80er Jahren die Dusty Springfield „Live at the Hippodrome“-Sendung (1985) und Serien der BBC wie:
- „Windmill“
- „Grange Hill“
- „A Question of Entertainment“
- „Wake up Sunday“ (mit Dana)
- „Stepping up“
- „The Freddie Star Show Case“

## Diskographie

### The Peter Moss Sound
- 1981: Raj Kapoor Film Hits (Multitone Records)
- 1981: Chal Disco Chal (Multitone Records)
- 1982: Eastern Avenue (Multitone Records) with Sharon Prabhakar & Mussarrat Nazir
- 1982: Disco Mastana (Multitone Records) with Sharon Prabhakar
- 1982: Abba in Hindi (Multitone Records) with Salma & Sabina Agha
- 1982: M3 Disco Fantasy (Multitone Records) with Mussarrat Nazir & Mahendra Kapoor

### Weitere Produktionen
Dana
- 1982: Magic (Creole Records)
- 1985: If I Give My Heart To You (Ritz Records)

Roger Whittaker
- 1986: Best Loved ballads (Heartland Records)

Das Phantom der Oper
- 2011: Live 2011 cast recording (World Wide Events)

The United Kingdom Ukulele Orchestra
- 2011: Live in Concert 2011
- 2012: The Hamburg Concert 2012
- 2013: Live in Concert 2013